# Єліта (герб)
Еліта або Єліта ,також Козляроги (пол. Jelita, Koźlarogi, Koźle Rogi) — родовий шляхетський герб часів Великого князівства Литовського, Руського та Жемантійського та Речі Посполитої. Входив до списку гербів, які відійшли до литовсько-руської (української) шляхти після Городельської унії 1413 року.

## Опис
Три золотих списи в червоному полі, розташовані у вигляді зірки, середній вістрям донизу, а бічні — догори. Над шоломом і герцогською короною підноситься верхня половина тіла рогатого цапа, який зображає стійку на задніх ногах з витягнутими вперед і в праву сторону щита передніми ногами.

## Історія
Згідно з деякими легендами, історія герба сходить до 1331 року, коли польський король Владислав I Локетек завдав нищівної поразки сорокатисячному війську Тевтонських лицарів, втративши при цьому тільки 40 своїх соратників. На наступний після битви день він об'їжджав поле бою і побачив серед мертвих тіл польських воїнів важко пораненого лицаря Флоріана Саріуса (Szaryusz, Sariusz), який знесилів від ран (від трьох списів, згідно з гербовою легендою) і не міг пересуватися. Проявляючи мужність і хоробрість на полі бою, лицар, побачивши короля намагався самостійно заправити власні кишки в живіт.
Побачивши цю зворушливу сцену, король розчулився і вирішив віддячити хороброму лицареві, який до того ж поскаржився на утиски з боку свого сусіда по селу. Лицар зумів оправитися від ран, а король стримав свою обіцянку і дарував сміливцеві титул і садибу. Якийсь зв'язок з кишками мужнього лицаря і дав назву гербу (у польській мові слово jelita означає кишки).

## Роди
Понад 200 родів в Польщі, Литві, Україні та Білорусі використовували даний герб. Серед них: Бельські, Богльовські, Боржимські, Чеснавські, Чечель, Домбровські, Гаєвські, Гавловські, Єлітовські, Коритко, Козларовські, Малецькі, Маковські, Маржецькі, Марчиновські, Моджевські, Мокрські, Моравіцькі, Мровінські, Ряжські, Селінські, Стоковські, Шидловські, Вольські й багато інших.

## Відміни
- Єліта ІІ
- Єліта ІІІ